# Bine Katrine Bryndorf
Bine Katrine Bryndorf (* 1969 in Helsingør) ist eine dänische Organistin und Hochschullehrerin.

## Leben
Bine Katrine Bryndorf studierte Orgel, Cembalo und Kirchenmusik an der Universität für Musik und darstellende Kunst Wien. Sie ergänzte ihre Ausbildung bei Daniel Roth und William Porter. 24 Jahre lang lehrte sie als Professorin an Det Kongelige Danske Musikkonservatorium. Gegenwärtig unterrichtet sie an der Royal Academy of Music in London. Sie ist Organistin an der Orgel der Schlosskapelle des Schlosses Frederiksborg sowie Domorganistin am Dom zu Roskilde.
Ihr Spiel ist auf zahlreichen Tonträgern dokumentiert, darunter das gesamte Orgelwerk von Dieterich Buxtehude.